# Dendrobium keithii
Dendrobium keithii är en orkidéart som beskrevs av Henry Nicholas Ridley. Dendrobium keithii ingår i släktet Dendrobium, och familjen orkidéer.
Artens utbredningsområde är Thailand. Inga underarter finns listade i Catalogue of Life.